# A.D. Vision
A.D. Vision（簡稱 ADV）是一家曾经存在的美国國際性多媒體娛樂公司，總部設於美國德克薩斯州的休士頓。主要業務包括：家庭影片製作及發行、電視廣播、電影發行、營銷、創作、漫畫出版、及雜誌出版。該公司曾经是北美洲最大家的日本動畫代理公司。
公司創立於1992年，創辦人是日本動畫迷John Ledford和Matt Greenfield。公司自創立以來，規模越做越大，開設有多間分公司，旗下擁有不少物業、創作產權與及發行權。其中最出名的發行品，可能是自GAINAX手上買回來，除澳洲及亞洲外，全球所有地方的《新世紀福音戰士》動畫發行權。到結業為止，公司已在北美、歐洲及亞洲均設有支部辦公室。
公司聲稱，在1990年代中期，公司名字裡的「A.D.」的意思是「機密」。不過實際上，「A.D.」只是「Animation Dubbing（動畫譯制）」的簡寫而已，可見於他們早期的發行品定位。他們最新的買回來的發行權是來自Sunrise的《Keroro軍曹》，而該片在英文世界發行時的正式名稱是《SGT. FROG》（青蛙中士）。
由於自2004年起日本動畫市場萎縮，該公司在2007年就已傳出陷入經營危機，於2009年9月1日宣佈出售資產、結束營業，旗下大部分作品发行权于2008年转手Funimation Entertainment。

## 子公司

### ADV Films
ADV Films是A.D. Vision創始的骨幹部份，主要業務是發行家庭影片，特別是日本動畫及特攝片。
在最初，他們發行的日本動畫，只做到日語原聲，配以英文字幕。發展幾年之後，他們開始建立自己的配音班底，為日本動畫配音。由於那時A.D. Vision沒有自己的錄音場地，他們只能租用附近的錄音室。這造成不少限制，比方說，由於錄音室是時租的付費，要是配音員遲到或缺席，便得有人頂上，以免白白花錢了——這解釋了為甚麼早期的配音裡頭，公司老闆Matt Greenfield經常充當一些次要角色的配音員。事實上，英文版的《魔物獵人妖子》（Devil Hunter Yohko）、《無限地帶》（Megazone 23）、《潮與虎》（Ushio and Tora）、《帝國母艦》（Ellcia）、《妖世紀水滸傳》（Suikoden: Demon Century）、《種子特務》（Blue Seed）、《泡泡糖危機》（Bubble Gum Crisis）、《青空少女隊》（801 T.T.S. Airbats）、《美少女槍神》（Gun Smith Cats）、《聖戰武士》（Legend of Crystania）、《魔法獵人》（Sorcerer Hunters）、《古怪獵人》（Those Who Hunt Elves）、《科幻特攻》（Burn Up W）、《魔術師歐菲》（Sorcerous Stabber Orphen）、《女棒甲子園》（Princess Nine）、《鋼鐵天使》（Steel Angel Kurumi）、《女惡魔人》（The Devil Lady）、《娜姬卡電擊大作戰》（Najica Blitz Tactics）、《辣妹掌門人》（Super GALS!）、《疾風境界》（Final Fantasy: Unlimited）、《白雪戰士》（Pretear）、《家有MISS》（Happy Lesson）、《變種危機》（I Wish You Were Here）、《重力王》（Gravion）、《愛的魔法》（Maburaho）、甚至《新世紀福音戰士》的部份角色都由Greenfield配音——雖然有時，他負責的配音工作其實是他自己喜好。Greenfield配音的角色，會以假名Brian Granveldt為名。

### Newtype USA
日本月刊《Newtype》英文版的出版公司，在2008年2月號後廢刊。

## Section23 Films
Section23 Films公司的前身即是A.D. Vision公司。
ADV原本名為Gamtronix，專作進口日本電玩的生意，在休士頓的一家小店門口販售。後來在因緣際會下，買了改編自日本電玩遊戲的動畫《魔物獵人妖子》(英文:Devil Hunter Yohko；日語:魔物ハンター妖子)的動畫代理權，日本於1990年推出第1集動畫OVA，陸續製作五集。ADV拿下OVA代理權加上後製配音等工作，花費五萬五千美元，卻在發售後短短九十天內賺回這些錢。
嘗到甜頭的ADV從此不作電玩進口，只專心代理日本動畫。很聰明地，為了降低成本，他們一開始鎖定日本動畫小眾向的客戶，也就是當時已經默默存在的少數日本動漫迷，以低價代理日本作品，並請業餘聲優配音成英文版，還不用處理行銷廣告費用。如此一來，不用賣太多就可以賺錢。ADV以這個獲利公式，逐步擴展它的事業版圖，2005年的時候，ADV已經擁有自己的電視台和行銷通路，總營業額達到五千萬美元，其中90%獲利來自動畫DVD的銷售量。專門代理日本動畫的ADV公司其年的發行，在2004年就已經超過時代華納公司及派拉蒙影視公司，美國前兩名影劇發行公司的總和。 
A.D. Vision公司在全盛時期，將業務擴展至澳洲、歐洲、亞洲地區，曾經擁有數百部日本動畫作品和電影在歐、美、澳地區的DVD代理版權，且擁有自家的英文配音工作室，曾經是日本動畫在西方市場最大的代理商，也是日本御宅族文化在歐美澳最有力的幕後推手。
世界金融危機加上2004年後網路資源日漸犯濫，公司2007年開始傳出財務危機，2009年9月1日正式宣佈倒閉，旗下股份和影視版權部分交由其他代理商收購，例如北美動畫代理商Funimation在此時，拿下了許多日本動畫版權。A.D. Vision公司倒閉後，隨後設立Section23 Films新公司。
Section23 Films公司由「Sentai Filmworks」和「AEsir Holdings」兩間公司控股。Section23 Films和A.D. Vision公司的總辦事處皆是設立在美國德克薩斯州的休士頓。2009年後，Section23 Films和Sentai Filmworks乃維持合作夥伴的關係，繼續發行娛樂影音產品。
2012年，動畫代理商Sentai Filmworks迅速成為在北美知名授權以及發行日本動畫的獲益最大的公司實體。Sentai Filmworks 在2011年向北美零售業市場輸出了許多的最新的日本動畫(不包括重製版動畫)。這個公司積極主動、迎合日本季度動畫的受權行為已經收穫了許多動畫的版權。
目前，西方市場最大的動畫代理商為Funimation公司，動畫代理方面的主要招牌是龍珠系列，以及其他日本超人氣動畫和人氣漫畫改編的動畫。一線版權費較吃重，回收時間長，Funimation常以低價折扣策略，旗下DVD/BD在亞馬遜銷售換取現金流。Sentai Filmworks旗下動畫DVD還是鎖定小眾向消費者，不廣告不行銷，粉絲之間口耳相傳，DVD/BD在亞馬遜的售價策略比Funimation高上許多。

### 發行動畫
- 1988: MOV - 螢火蟲之墓（火垂るの墓）
- 1990: TVA - 冒險少女娜汀亞(又譯:海底兩萬里)
- 1993: TVA - GS美神（ゴーストスイーパー美神）
- 1995: TVA - 新世紀福音戰士（新世紀エヴァンゲリオン）
- 1998: TVA - 魔術士歐菲（魔術士オーフェン）
- 1999: OVA - 恐怖寵物店（ペットショップ・オブ・ホラーズ）
- 2000: TVA - 櫻花大戰
- 2001: TVA - 黑色天使/黑街二人組/Noir（ノワール）
- 2001: TVA - 逮捕令SS（逮捕しちゃうぞ 2nd season）
- 2002: TVA - 笑園漫畫大王（あずまんが大王 THE ANIMATION）
- 2002: TVA - 閃靈二人組（ゲットバッカーズ-奪還屋-）
- 2003: TVA - 聖槍修女/摩登大法師/Chrono Crusade（クロノクルセイド）
- 2003: MOV - 星之聲
- 2003: TVA - 月姬
- 2004: MOV - 蘋果核戰/APPLESEED（アップルシード）
- 2004: TVA - 異域天使（マドラックス）
- 2004: OVA - 柯塞特的肖像（コゼットの肖像）
- 2004: TVA - 薔薇少女
- 2005: TVA - 光速蒙面俠21（アイシールド21）
- 2005: TVA - 玻璃假面（ガラスの仮面）
- 2006: TVA - 銀魂
- 2006: TVA - 地獄少女 二籠
- 2007: TVA - 怪物王女（Princess Resurrection）
- 2007: TVA - 逮捕令3 全速前進（逮捕しちゃうぞ フルスロットル）
- 2007: TVA - BLUE DROP/天使們的戲曲（BLUE DROP ～天使達の戯曲～）
- 2007: TVA - 神靈狩/GHOST HOUND（神霊狩）
- 2007: TVA - 向陽素描（ひだまりスケッチ）
- 2007: TVA - 鬼面騎士（スカルマン）
- 2008: TVA - 地獄少女 三鼎
- 2008: TVA - 骷髏13/Golgo 13（ゴルゴ13）
- 2008: TVA - 死後文（シゴフミ）
- 2008: TVA - 北鬥神拳 天之霸王（北斗の拳 ラオウ外伝 天の覇王）
- 2008: TVA - 向陽素描×365（ひだまりスケッチ×365）
- 2008: TVA - 泰坦尼亞（タイタニア）
- 2008: ONA - 亡念之扎姆德（亡念のザムド）
- 2008: TVA - 艾莉森與莉莉亞
- 2009: TVA - 迦南/CANAAN（カナン）
- 2009: TVA - 東京地震8.0
- 2009: TVA - 花冠之淚/Tears to Tiara（ティアーズ・トゥ・ティアラ）
- 2009: TVA - 貓願三角戀（にゃんこい！）
- 2009: TVA - 大正野球娘
- 2009: TVA - 豹頭王傳說/Guin Saga（グイン・サーガ）
- 2009: TVA - NEEDLESS/超能力大戰
- 2009: TVA - 瑪利亞狂熱（まりあ†ほりっく）
- 2009: MOV - The Asylum Session（アジール・セッション）
- 2009: TVA - 戰鬥司書系列（戦う司書シリーズ）
- 2010: TVA - Angel Beats!（エンジェルビーツ）
- 2011: TVA - 閃光的夜襲（閃光のナイトレイド）
- 2011: TVA - 未來都市NO.6（NO.6）
- 2011: MOV - 永久之久遠
- 2011: MOV - 破刃之劍（ブレイク ブレイド）
- 2011: TVA - UN-GO
- 2011: TVA - 女神異聞錄4（ペルソナ4）
- 2011: MOV - 追逐繁星的孩子
- 2012: TVA - Another
- 2012: MOV - PLANZET
- 2012: MOV - Fate/Stay Night: Unlimited Blade Works
- 2012: TVA - K-ON！輕音少女（第二季）
- 2012: OVA - 女王之刃（女王之刃叛亂系列OVA）
- 2012: TVA - 釣球（つり球）
- 2012: TVA - Tari Tari
- 2012: TVA - 人類衰退之後（人類は衰退しました）
- 2012: TVA - 宇宙兄弟
- 2013: MOV - 言葉之庭

※部分承接ADV時代作品

## 相關連結
- ADV Films 官方網頁
- Sentai Filmworks 官方網頁